# MechWarrior 4: Vengeance
MechWarrior 4: Vengeance — компьютерная игра 2000 года, входящая в серию компьютерных игр MechWarrior, разработанная FASA Studio. Является «продолжением» оригинальной игры MechWarrior 3 из вымышленной вселенной BattleTech.

## MechWarrior 4: Vengeance (оригинальная игра)

### Сюжет
Действие игры происходит на планете Внутренней Сферы Кентарес IV и её луне. Главный герой Иан Дрезари, сын знаменитого героя Войны с Кланами Эрика Дрезари, претендент на трон Кентареса.
На планете начинается гражданская война после того как двоюродный брат Иана Вильям Дрезари захватывает трон Кентареса с помощью войск Катарины Штайнер, архонтессы Лиранского Альянса. Главный герой игры Иан Дрезари выступает на стороне сил сопротивления.

### Однопользовательская игра
В игре присутствуют несколько десятков мехов, действие происходит в 30 миссиях на 15 различных картах.

### Мультиплеер
Игра поддерживает несколько многопользовательских режимов — Deathmatch (с небольшими изменениями, как например очки за нанесенные повреждения), Capture the flag и King of the Hill в двух вариантах: Deathmatch и Teamplay. Так же есть сетевой режим «Эскортирование» в котором каждая команда стремится уничтожать объект охраны вражеской команды — вражеского VIP’а. В режиме «Steal the Beacon», игроки воюют за владение «beacon», его обладатель получает дополнительные очки.
19 июня 2006 года, официальная поддержка мультиплеера «ZoneMatch» была прекращена.

### Black Knight (expansion pack)
Дополнение к оригинальной игре MechWarrior 4: Vengeance, вышедшее 31 октября 2001 года. Требует установленной игры MechWarrior 4: Vengeance.
Содержит новую кампанию для режима одиночной игры, новые мехи и оружие.

## MechWarrior 4: Mercenaries
Продолжение оригинальной игры MechWarrior 4: Vengeance, вышло в 8 ноября 2002 года. Игра устанавливается отдельно, не требует предварительной установки других игр из серии.
Игра содержит набор новых миссий, 10 новых мехов, все дополнительные мехи из расширения MechWarrior 4: Black Knight, новые возможности управления звеном.
9 июля 2009 года был анонсирован "перевыпуск" MechWarrior 4: Mercenaries бесплатно, 22 апреля 2010 года было объявлено, что фирма Microsoft дала окончательное разрешение на выход бесплатной версии игры.
30 апреля 2010 года MekTek Studios выпустила свободное переиздание MechWarrior 4: Mercenaries в которое вошли все мехи из оригинальной игры, а также из дополнений Black Knight, Inner Sphere 'Mech Pak и Clan 'Mech Pak.

### Мультиплеер
Игра поддерживает те же многопользовательские режимы, что и оригинальный MechWarrior 4.
19 июня 2006 года, официальная поддержка мультиплеера «ZoneMatch» была прекращена. После этого события независимые группы поддержки игры Mektek and NBT выпустили несколько патчей и расширений для игр серии MechWarrior 4 . Также, Mektek выпустили Java патч «MekMatch» который заменил «Zone.com» сервер их собственным мастер сервером и сервисом для поиска игр, таким образом игроки смогли продолжить играть онлайн.

## Inner Sphere 'Mech Pak (expansion pack)
Дополнение к оригинальной игре MechWarrior 4: Vengeance или MechWarrior 4: Mercenaries, вышедшее 14 июня 2002 года. Требует установленной игры MechWarrior 4: Vengeance или MechWarrior 4: Mercenaries.
Содержит новую технику (мехи, оружие и тд) для многопользовательского режима игры, и не может быть использовано для одиночного режима игры.

## Clan 'Mech Pak (expansion pack)
Дополнение к оригинальной игре MechWarrior 4: Vengeance или MechWarrior 4: Mercenaries, вышедшее 25 июля 2002 года. Требует установленной игры MechWarrior 4: Vengeance или MechWarrior 4: Mercenaries.
Содержит четыре новые карты, новую технику (мехи, оружие и тд) для многопользовательского режима игры.

## MechWarrior 4 Compilation
MechWarrior 4 Compilation является сборником содержащим оригинальную игру MechWarrior 4: Vengeance вместе с дополнениями MechWarrior 4: Black Knight и MechWarrior 4: Mercenaries.
Сборник вышел 27 сентября 2004 года.

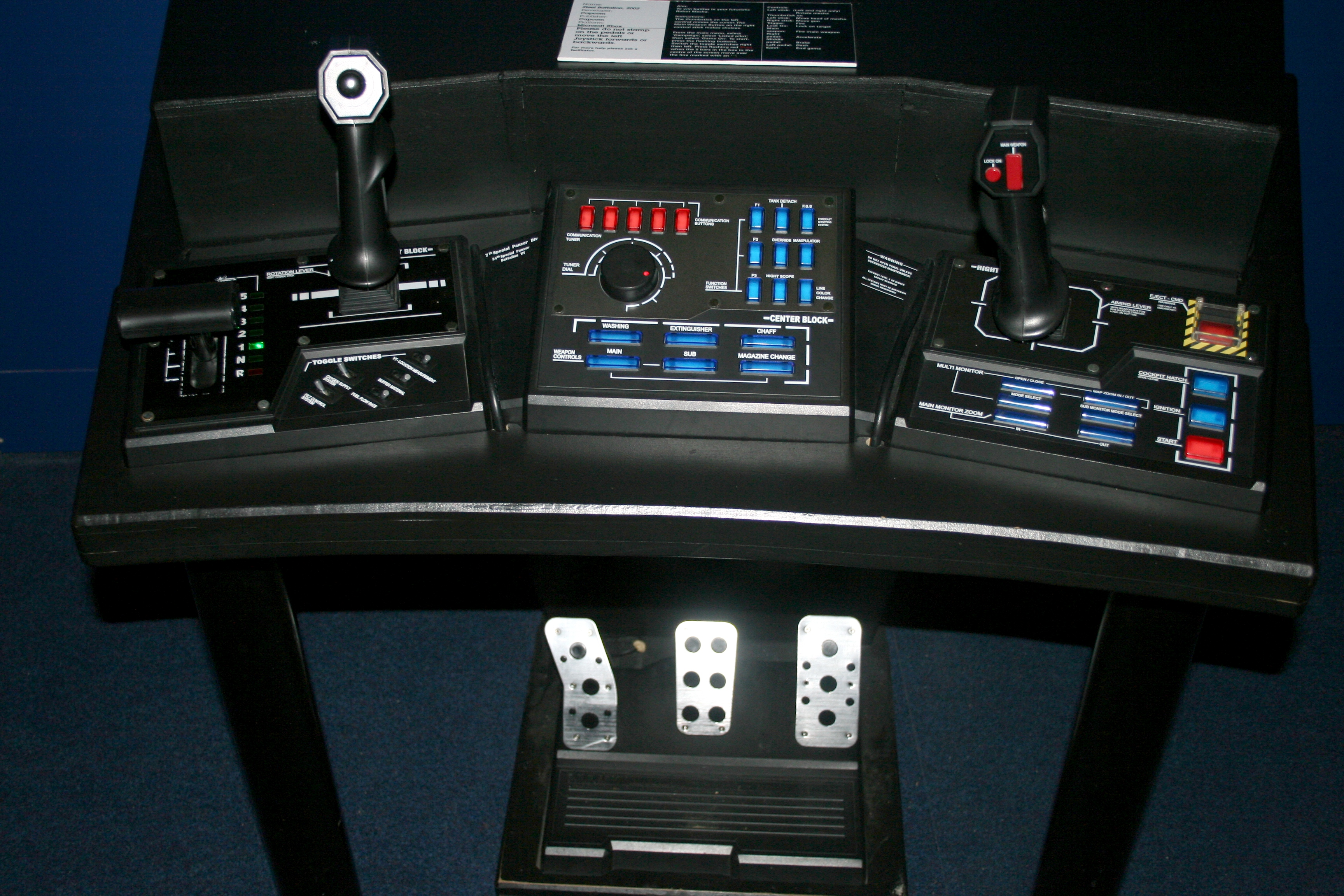
Приборная панель органов управления «Vertical Tank» Control System выпущенная для игры Steel Battalion (возможно подключение к MechWarrior 3 и 4)

## Оценки и награды
| Сводный рейтинг | Сводный рейтинг |
| Агрегатор       | Оценка          |
| --------------- | --------------- |
| GameRankings    | 86,26 %         |

| Сводный рейтинг | Сводный рейтинг |
| Агрегатор       | Оценка          |
| --------------- | --------------- |
| GameRankings    | 79,00 %         |

- E3 2000 Game Critics Awards: Best Simulation Game
- MechWarrior 4: Black Knight Expansion — Sci-Fi Simulation Game of the Year, GameSpot's 2001 readers' choice awards.[13]